# Sân bay quốc tế Polokwane
Sân bay quốc tế Polokwane hay Sân bay quốc tế Pietersburg (IATA: PTG, ICAO: FAPP) là một sân bay ở thành phố Polokwane (có tên gọi Pietersburg cho đến năm 2003) ở tỉnh Limpopo của Nam Phi. Sân bay này cũng được gọi là Sân bay Gateway (Cửa ngõ). Sân bay Polokwane nằm cách thành phố 5 km về phía bắc. Sân bay này được khai trương năm 1996 trên địa điểm của một căn cứ không quân cũ.
Sân bay này có các chuyến bay theo lịch trình nối với Johannesburg với tần suất 4 chuyển mỗi ngày thường, một chuyến vào ngày thứ Bảy và 2 chuyến vào ngày Chủ nhật. Sân bay này đã phục vụ khoảng 5000 lượt chuyến với 38.000 lượt khách mỗi năm.

## Các hãng hàng không và các tuyến điểm

### Các chuyến bay theo lịch trình
- South African Airways (do hãng Airlink đảm trách) (Johannesburg)[1][5]

### Các chuyến bay thuê bao
- eMoyeni Air Charter Lưu trữ ngày 2 tháng 8 năm 2008 tại Wayback Machine